# Medaille voor Vlijt (Rusland)

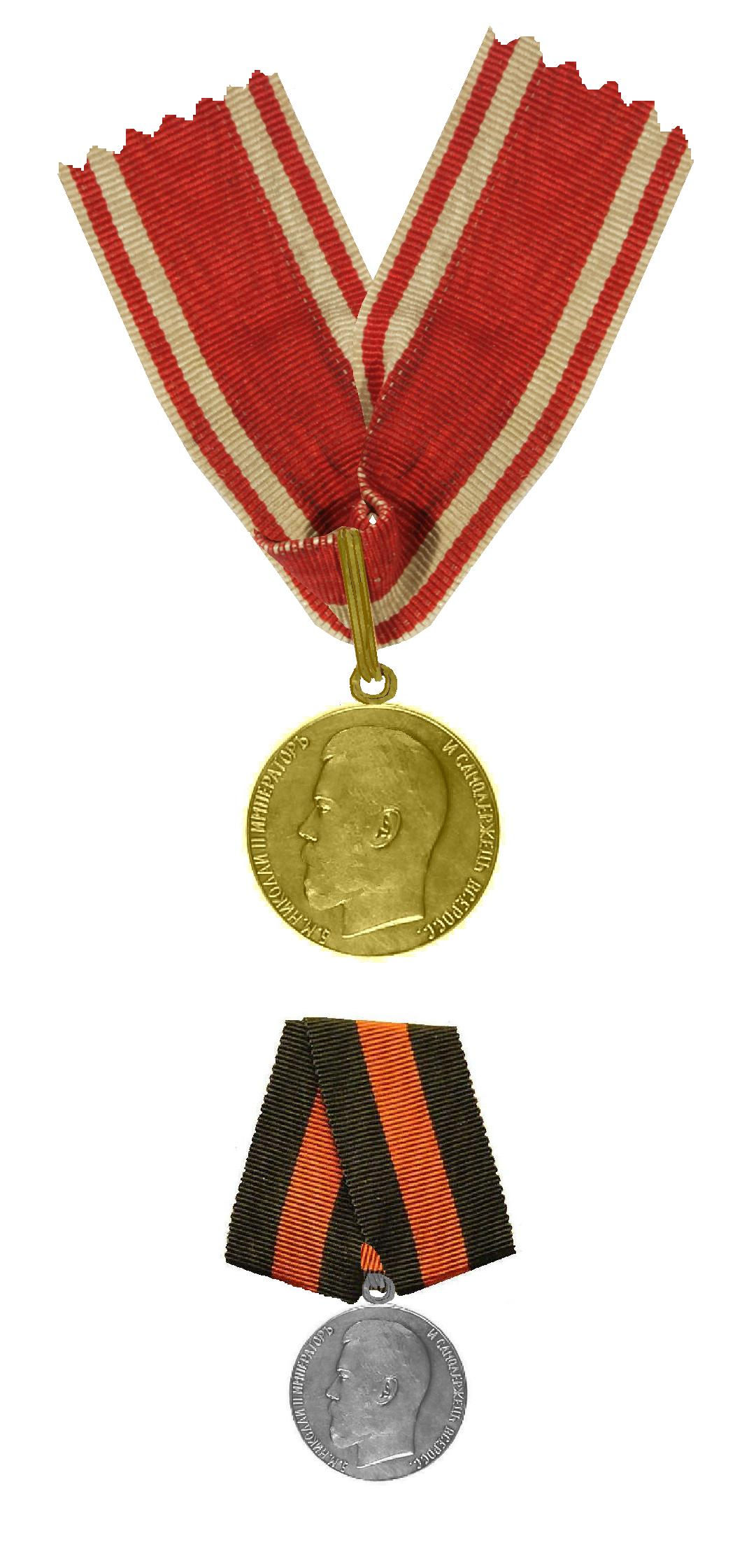
Medailles uit 1894 aan het lint van de Orde van Sint-Stanislaus (boven) en de Orde van Sint-Vladimir

De Medaille voor Vlijt was een in 1894 door tsaar Nicolaas II ingestelde Russische onderscheiding. Deze hoge onderscheiding, in de vorm van een ronde medaille met de kop van de tsaar, werd aan het lint van de Orde van Sint-Vladimir om de hals gedragen.
De eerste Medaille voor Vlijt werd in december 1801 door tsaar Alexander I van Rusland ingesteld. Een dergelijke medaille gaf de mogelijkheid te belonen zonder dat de gedecoreerde in de adelstand werd opgenomen of met het al dan niet erfelijk ereburgerschap werd bekleed. Ook de daaropvolgende tsaren verleenden medailles met hun portret. Nicolaas II was na 1894 de laatste Russische keizer die een dergelijke medaille met zijn portret liet uitreiken.
Men sloeg grote en kleine gouden en grote en kleine zilveren medailles. Deze werden toegekend voor bijzondere ijver op het gebied van handel, productie, jubilea van voorbeeldige onderofficieren, matrozen en soldaten. Voor het ontvangen van een Grote Gouden of Zilveren Medaille voor Vlijt was een "opmerkelijke" prestatie nodig.
De statuten waren opzettelijk vaag gehouden en gaven de Russische regering veel speelruimte in het decoratiebeleid rond de Medaille voor Vlijt.
Op de voorzijde werd de regerende tsaar afgebeeld. Het cyrillische rondschrift op de laatst geslagen medaille luidt: "Bij de Gratie Gods Nicolaas II Keizer en Autocraat van alle Ruslanden". Op de keerzijde staat (in het cyrillisch) "voor vlijt" binnen een krans van samengebonden palm-, eiken- en lauwerblad.
De grote gouden of zilveren medaille had een diameter van 60 of 51 millimeter en werd aan een lint om de hals gedragen.
De kleine gouden of zilveren medaille had een diameter van 28 of 30 millimeter en werd aan een tot een vijfhoek gevouwen lint op de linkerborst gedragen.
Men droeg de medailles, afhankelijk van de gunst van de Tsaar, aan een van de linten van de Russische ridderorden. In volgorde van belangrijkheid waren dat
- Het blauwe lint van de Orde van Sint-Andreas
- Het rode lint van de Orde van Sint-Alexander Nevski
- Het rood-zwart-rode lint van de Orde van Sint-Vladimir
- Het rozerode lint van de Orde van Sint-Anna
- Het rode lint met witte bies en witte zijstreep van de Orde van Sint-Stanislaus

Het lint van de Orde van Sint-George werd niet gebruikt.